# Jordi Savall
Jordi Savall i Bernadet, född 1941 i Igualada, Katalonien, Spanien, är en spansk gambist, dirigent och kompositör. 
Som dirigent och musiker har han specialiserat sig på tidig musik, främst tidig spansk musik, och har populariserat viola da gamba, som kontrabasen härstammar från. Han var gift med opersångerskan Montserrat Figueras (1942-2011) och tillsammans har de barnen Arianna Savall och Ferran Savall, som också är musikaliskt aktiva. Savall har ett eget skivbolag och har gett ut över 100 skivor. Mest känd för en bredare allmänhet blev han genom sin medverkan i filmen All världens morgnar, som skildrade gambavirtuoserna på 1600-talet Marin Marais och Monsieur de Saint Colombe.
Savall är tack vare sitt arbete med att sammanföra arabiska och europeiska musiker för att framföra musik från den tidiga spanska medeltiden utsedd till ambassadör för EU:s Europeiska året för interkulturell dialog (2008).

## Utbildning
Jordi Savall utbildades vid konservatoriet i Barcelona från 1959 till 1961. Han fortsatte sina studier vid Schola Cantorum Basiliensis i Basel, Schweiz, där han specialiserade sig på tidig musik.

## Ensembler
Tillsammans med sin fru, Montserrat Figueras, har Savall startat tre ensembler – Hespèrion XXI (tidigare under namnet Hespèrion XX), La Capella Reial de Catalunya och Le Concert des Nations.
Med Hespèrion XXI försöker Savall återskapa historiskt korrekt musik i större skala, med La Capella Reial de Catalunya framför Savall tidig katalansk musik, bland annat musik komponerad av Alfonso den vise. Med Le Concert des Nations framför Savall barockmusik.
På senare år har han också turnerat och gett ut skivor med sin fru och sina barn då de framfört tidig musik tillsammans.

## Utmärkelser
- 2007 - Hedersdoktor vid Barcelonas universitet
- 2008 - Ambassadör för EU:s Europeiska året för interkulturell dialog